# Chris Messina
Christopher Messina (Northport, Nueva York, 11 de agosto de 1974) es un actor y director de cine estadounidense. Ha aparecido en películas como Vicky Cristina Barcelona, Argo, Julie & Julia, Ruby Sparks, Celeste y Jesse Forever y You've Got Mail. Protagonizó la película The Giant Mechanical Man. En televisión, apareció en papeles como Chris Sánchez en Damages, Reese Lansing en The Newsroom y como Danny Castellano en The Mindy Project, este último le valió dos nominaciones para el Critics 'Choice Television Award como mejor actor en una serie de comedia. También apareció como Ted en Six Feet Under.

## Vida y carrera profesional
Messina nació en Northport, Nueva York. Estudió teatro en la escuela secundaria y asistió al Marymount Manhattan College, pero se retiró en el primer semestre. Estudió actuación con maestros privados en todo Manhattan y comenzó su carrera como actor fuera de Broadway. Ha aparecido en episodios de la serie de televisión Law & Order, Third Watch y Medium. Tuvo un papel recurrente en la quinta y última temporada de la serie dramática de HBO Six Feet Under como Ted Fairwell. Sus créditos cinematográficos incluyen Rounders, The Siege, You've Got Mail y Towelhead. Actuó en el episodio piloto de Anatomy of Hope de HBO, dirigido por J. J. Abrams. Simon Callow también protagonizó, pero este episodio no fue elegido para la serie. Daily Variety lo nombró como uno de los diez actores para ver. Protagonizó Devil, bajo la dirección de John Erick Dowdle y Drew Dowdle, para el productor M. Night Shyamalan y Universal Pictures. En abril de 2010, Monogamy, dirigida por Dana Adam Shapiro y protagonizada por Messina y Rashida Jones, se estrenó en el Festival de cine de Tribeca, donde la película ganó el premio del jurado a la mejor narrativa de Nueva York.
Messina se unió al elenco de Damages para su cuarta y quinta temporada. Interpretó un papel recurrente en The Newsroom de HBO. Messina apareció regularmente en la serie de comedia de Fox / Hulu The Mindy Project, interpretando al Dr. Danny Castellano, hasta que su personaje finalmente fue eliminado en las temporadas 4 y 5. Regresa en tres episodios, incluida la temporada y el final de la serie, en la temporada 6. 
En 2014, Messina interpretó el papel de un cónyuge infiel en el video musical de "I'm Not the Only One" de Sam Smith. Ese mismo año, dirigió el drama independiente Alex de Venecia, protagonizada por Mary Elizabeth Winstead, Don Johnson y Matthew Del Negro. Fue coprotagonista en el drama criminal del director Ben Affleck Live by Night, que se lanzó en diciembre de 2016. En 2018, Messina protagonizó un papel principal junto a Amy Adams en la serie Sharp Objects de HBO. 
En 2020, interpretó a Victor Zsasz en Birds of Prey. Cuando se le preguntó cómo se sentía al interpretar a un personaje tan retorcido como ese, Messina respondió: "He interpretado a muchos buenos chicos en mi carrera. Así que fue muy divertido dejarlo ir".

## Vida personal
Messina estuvo casado con la actriz Rosemarie DeWitt de 1995 a 2006. Messina y la productora Jennifer Todd tienen dos hijos, Milo y Giovanni, nacidos en 2008 y 2009, respectivamente.

## Filmografía

### Película
| Año  | Título                            | Papel             | Observaciones |
| ---- | --------------------------------- | ----------------- | --- |
| 1995 | When Dating Turns Dangerous       | Zach              | Película educativa |
| 1998 | Rounders                          | Higgins           | |
| 1998 | The Siege                         | Corporal          | |
| 1998 | You've Got Mail                   | Fox salesperson   | |
| 2000 | Turn It Up                        | Baz               | |
| 2001 | Ordinary Sinner                   | Silvio            | |
| 2005 | Road                              | Larry             | |
| 2005 | Bittersweet Place                 | Seymour           | |
| 2005 | The Crooked Corner                | Nephew            | |
| 2006 | Ira & Abby                        | Ira Black         | |
| 2007 | Security                          | Zelly             | Cortometraje |
| 2007 | Towelhead                         | Barry             | |
| 2008 | Humboldt County                   | Max               | |
| 2008 | Made of Honor                     | Dennis            | |
| 2008 | Vicky Cristina Barcelona          | Doug              | |
| 2009 | Brief Interviews with Hideous Men | Subject #19       | |
| 2009 | Away We Go                        | Tom Garnett       | |
| 2009 | Julie & Julia                     | Eric Powell       | |
| 2010 | Greenberg                         | Philip Greenberg  | |
| 2010 | Monogamy                          | Theo              | |
| 2010 | Devil                             | Detective Bowden  | |
| 2010 | An Invisible Sign                 | Ben Smith         | |
| 2011 | Like Crazy                        | Mike Appletree    | |
| 2011 | The Trouble with Bliss            | NJ                | |
| 2012 | Celeste and Jesse Forever         | Paul              | |
| 2012 | 28 Hotel Rooms                    | Man               | También como productor ejecutivo |
| 2012 | The Giant Mechanical Man          | Tim               | |
| 2012 | Fairhaven                         | Dave              | También como escritor y productor ejecutivo |
| 2012 | Denise                            | Brad              | Cortometraje |
| 2012 | Ruby Sparks                       | Harry Weir-Fields | |
| 2012 | Argo                              | Malinov           | Screen Actors Guild Award for Outstanding Performance by a Cast in a Motion Picture Nominado– Critics' Choice Award for Best Acting Ensemble Nominado– Detroit Film Critics Society Award for Best Ensemble Nominado– San Diego Film Critics Society Award for Best Performance by an Ensemble Nominado– Washington D. C. Area Film Critics Association Award for Best Ensemble |
| 2013 | Palo Alto                         | Mitch             | |
| 2014 | The Oven                          | Narrador          | Cortometraje |
| 2014 | Showing Up                        | Él mismo          | Documental |
| 2014 | Alex of Venice                    | George            | También director |
| 2014 | Manglehorn                        | Jacob             | |
| 2014 | Cake                              | Jason             | |
| 2015 | Digging for Fire                  | Billy T           | |
| 2016 | Ordinary World                    | Jake              | |
| 2016 | Live by Night                     | Dion Bartolo      | |
| 2016 | The Sweet Life                    | Kenny             | |
| 2017 | Blame                             | Jeremy Woods      | |
| 2019 | The True Adventures of Wolfboy    | Denny             | |
| 2020 | Birds of Prey                     | Victor Zsasz      | |
| 2020 | She Dies Tomorrow                 | Jason             | |
| 2020 | I Care a Lot                      | Dean Erickson     | |
| 2020 | The Secrets We Keep               | Lewis Raid        | |
| 2022 | Call Jane                         | Will              | |
| 2023 | Air                               | David Falk        | |
| 2023 | The Boogeyman                     | Will              | |
| 2023 | Dreamin' Wild                     | Matt Sullivan     | |
| 2024 | I.S.S.                            | Gordon Barrett    | |

### Televisión
| Año     | Título                   | Papel                                          | Notas                                                                      |
| ------- | ------------------------ | ---------------------------------------------- | -------------------------------------------------------------------------- |
| 1995    | Ley y Orden              | Tommy Bell                                     | Episodio: " Rebeldes "                                                     |
| 1996    | Ley y Orden              | Kevin Turner                                   | Episodio: "Nostalgia"                                                      |
| 2000    | Tercer reloj             | Charlie                                        | Episodio: "History"                                                        |
| 2001    | Gran Manzana             | Ricky                                          | Episodio: "A Ministering Angel"                                            |
| 2003    | Ley y Orden              | Don cushman                                    | Episodio: "Suicide Box"                                                    |
| 2005    | A Dos Metros Bajo Tierra | Ted Fairwell                                   | 6 episodios                                                                |
| 2007    | Medio                    | Casey Edward Frank                             | Episodio: " Toda la verdad "                                               |
| 2011-12 | Daños y perjuicios       | Chris Sanchez                                  | 16 episodios                                                               |
| 2012-14 | The Newsroom             | Reese Lansing                                  | 12 episodios                                                               |
| 2012-17 | The Mindy Project        | Dr. Daniel Castellano                          | Reparto principal (temporada 1–4) Recurrente (temporada 5–6): 89 episodios |
| 2018    | Objetos afilados         | Detective Richard Willis                       | Papel principal                                                            |
| 2019    | Pollo robot              | Oficial Big Mac, Honda Man, Sr. Peterson (voz) | Episodio: "Boogie Bardstown en: No es necesario, tengo cupones"            |
| 2020    | The Sinner               | Nick Haas                                      | Rol principal                                                              |
| 2023    | Based on a True Story    | Nathan                                         | Rol principal                                                              |

### Teatro
| Year    | Title                              | Role                                     | Run                                           | Theater and production                                   | Notes                       |
| ------- | ---------------------------------- | ---------------------------------------- | --------------------------------------------- | -------------------------------------------------------- | --------------------------- |
| 1997    | The American Clock                 | Sidney Margolies/ Charley/ Ralph/ Walter | 19 de octubre de 1997 – unknown               | Signature Theatre Company at The Peter Norton Space      | [ 16 ] [ 17 ] [ 18 ] [ 19 ] |
| 1999    | The Group                          | Director                                 | August 9–20, 1999                             | All Seasons Theatre Group at The Ensemble Studio Theatre | [ 20 ]                      |
| 1999    | Refuge                             | Nat                                      | 18 de noviembre – 12 de diciembre de 1999     | Playwright's Horizon Studio Theater                      | [ 21 ]                      |
| 2000    | The Hologram Theory                | Joe Buck                                 | 27 de marzo – 9 de abril de 2000              | McGinn/Cazale Theater                                    | [ 22 ] [ 23 ] [ 24 ]        |
| 2000    | The Light Outside                  | Frankie                                  | 5 de noviembre – 16 de diciembre de 2000      | The Flea Theater                                         | [ 25 ] [ 26 ]               |
| 2001    | Tamicanfly                         | C.J.                                     | 17 de enero – 4 de febrero de 2001            | McGinn/Cazale Theater                                    | [ 27 ]                      |
| 2001    | Blur                               | Joey D'Amico                             | 17 de mayo – 24 de junio de 2001              | Manhattan Theater Club at New York City Center Stage II  | [ 28 ] [ 29 ]               |
| 2001–02 | Good Thing                         | Bobby                                    | 16 de diciembre de 2001 – 6 de enero de 2002  | The New Group at The Theater at St. Clements Church      | [ 30 ] [ 31 ] [ 32 ]        |
| 2002    | This Thing of Darkness             | Abbey/ Reef                              | 30 de mayo – 16 de junio de 2002              | Atlantic Theater Company at Linda Gross Theater          | [ 33 ]                      |
| 2002    | Faster                             | Skram                                    | 8 de septiembre – 13 de octubre de 2002       | Rattlestick Theater                                      | [ 34 ] [ 35 ]               |
| 2002–03 | Far Away                           | Todd                                     | 11 de noviembre de 2002 – 18 de enero de 2003 | New York Theater Workshop                                | [ 36 ]                      |
| 2003    | Salome by Oscar Wilde: The Reading | The Young Syrian (Captain of the Guard)  | 30 de abril – 12 de junio de 2003             | Ethel Barrymore Theater                                  | Broadway debut for Messina  |
| 2003    | St. Scarlet                        | Director                                 | 13 de junio – 12 de julio de 2003             | Ontological Theater at St. Mark's Church                 | [ 39 ] [ 40 ]               |
| 2004    | Motel Blues: Management            | Mike                                     | 25 de marzo – 11 de abril de 2004             | Apartment 929 at Greenwich Street Theatre                | [ 41 ] [ 42 ]               |
| 2004    | The Seagull                        | Treplev                                  | May 24–29, 2004                               | White Heron Theater company at Second Stage Theatre      | [ 43 ]                      |
| 2004    | The Cherry Orchard                 | Trofimov                                 | August 11–22, 2004                            | Williamstown Theatre Festival at Adams Memorial Theater  | [ 44 ] [ 45 ] [ 46 ]        |
| 2004    | Late Night, Early Morning          |                                          | October 21–31, 2004                           | 2004 Tribeca Theatre Festival                            | [ 47 ]                      |

## Premios y nominaciones
| Año  | Premio                                                         | Categoría | Trabajo           |
| ---- | -------------------------------------------------------------- | --- | ----------------- |
| 2011 | Premio CinEuphoria                                             | Mejor actor de reparto: concurso internacional | Vamos lejos       |
| 2012 | Premios de la Comunidad del Circuito                           | Mejor conjunto de reparto compartido con Ben Affleck, Bryan Cranston, Alan Arkin, John Goodman, Victor Garber, Scoot McNairy, Kyle Chandler, Clea DuVall, Tate Donovan, Rory Cochrane, Christopher Denham y Kerry Bishé                                                                    | Argo              |
| 2012 | Premio de la Sociedad de Críticos de Cine de San Diego         | Mejor actuación en conjunto compartida con Ben Affleck, Bryan Cranston, Alan Arkin, John Goodman, Victor Garber, Scoot McNairy, Kyle Chandler, Clea DuVall, Tate Donovan, Rory Cochrane, Christopher Denham, Kerry Bishé, Željko Ivanek, Titus Welliver y Sheila Vand                      | Argo              |
| 2012 | Premio de la Sociedad de Críticos de Cine de Phoenix           | Mejor actuación conjunta compartida con Ben Affleck, Bryan Cranston, Alan Arkin, John Goodman, Victor Garber, Scoot McNairy, Kyle Chandler, Clea DuVall, Tate Donovan, Rory Cochrane, Christopher Denham, Kerry Bishé, Željko Ivanek, Titus Welliver y Sheila Vand                         | Argo              |
| 2013 | Premio de la Asociación de Críticos de Cine del Centro de Ohio | Mejor conjunto compartido con Ben Affleck, Bryan Cranston, Alan Arkin, John Goodman, Victor Garber, Scoot McNairy, Kyle Chandler, Clea DuVall, Tate Donovan, Rory Cochrane, Christopher Denham, Kerry Bishé, Željko Ivanek, Titus Welliver y Sheila Vand                                   | Argo              |
| 2013 | Festival Internacional de Cine de Palm Springs                 | Mejor conjunto compartido con Ben Affleck, Bryan Cranston, Alan Arkin, John Goodman, Victor Garber, Scoot McNairy, Kyle Chandler, Clea DuVall, Tate Donovan, Rory Cochrane, Christopher Denham, Kerry Bishé, Željko Ivanek, Titus Welliver y Sheila Vand                                   | Argo              |
| 2013 | Premio del gremio de actores de pantalla                       | Excelente actuación de un elenco en una película compartida con Ben Affleck, Bryan Cranston, Alan Arkin, John Goodman, Victor Garber, Scoot McNairy, Kyle Chandler, Clea DuVall, Tate Donovan, Rory Cochrane, Christopher Denham, Kerry Bishé, Željko Ivanek, Titus Welliver y Sheila Vand | Argo              |
| 2014 | Premio de televisión Critics 'Choice                           | Mejor actor de una serie de comedia | El proyecto Mindy |
| 2014 | Festival Internacional de cine de Seattle                      | Premio New Cinema Americano | Alex de Venecia   |
| 2015 | Premio de televisión Critics 'Choice                           | Mejor actor de una serie de comedia | El proyecto Mindy |